# Adja Yunkers
Adja Yunkers o Adolf Junkers (nom de naixement) (Riga, 15 de juliol de 1900 - Nova York, 1983) fou un pintor abstracte i gravador letó. Va néixer a Riga, Livònia, el 1900. Va estudiar art a Leningrad, Berlín, París i Londres. Va viure a París durant 14 anys, i després es va traslladar a Estocolm el 1939. A Estocolm, va publicar i editar les revistes ARS magazine i Creation magazine. El 1947 es va traslladar als Estats Units, on va viure la resta de la seva vida. El 1949, va rebre una beca Guggenheim. Durant la dècada de 1950 va treballar principalment en gravats en fusta de color, introducció la pinzellada en el gènere. El 1960, es va iniciar la producció de litografies. Va produir dos importants sèries de litografies al Taller de Litografia Tamarind de Los Angeles-Salt (cinc litografies) i Skies of Venice (deu litografies). Junkers va morir a la ciutat de Nova York el 1983.